# Obiter dictum
Obiter dictum (łac. powiedziane mimochodem) – niewiążąca część precedensowego wyroku sądowego w odróżnieniu od wiążącego ratio decidendi. Pojęcie to występuje w anglosaskim systemie prawnym (common law).
Obiter dicta (l.mn.) są formułowane niejako przy okazji wydawania precedensowego wyroku. Sędzia, rozstrzygając sprawę precedensową, może się bowiem podzielić również swoimi spostrzeżeniami w kwestiach niemających znaczenia dla jej rozstrzygnięcia. Dzięki temu później inni sędziowie, gdy napotkają tę samą kwestię prawną, będą dysponować już pewną wskazówką w danym temacie. Nie oznacza to jednak, że są oni związani zasugerowaną w obiter dicta propozycją, z prawnego punktu widzenia mają pełną swobodę w tym zakresie. Jednak w przypadku, gdy obiter dicta pochodzą od sądu zajmującego najwyższą pozycję w hierarchii, ich znaczenie może w praktyce niczym nie różnić się od statusu ratio decidendi. Sądy niższej instancji rzadko bowiem pozwalają sobie na niezastosowanie się do nawet niewiążącego stanowiska sądu wyższej instancji.